# 코트도르주의 아롱디스망

코트도르 주의 3개 아롱디스망

코트도르주의 아롱디스망에는 총 3개가 있다.
- 본 아롱디스망 (준주도 : 본)은 6개의 캉통과 223개의 코뮌이 속해 있다.
- 디종 아롱디스망 (코트도르 주의 주도 : 디종)은 15개의 캉통과 238개의 코뮌이 속해 있다.
- 몽바르 아롱디스망 (준주도 : 몽바르)은 3개의 캉통과 253개의 코뮌이 속해 있다.

## 역사
- 1790년 : 코트도르 주 신설, 7개의 디스트리크 설치 - 아르네쉬라루, 본, 샤티용, 디종, 이쉬르틸, 생장드론, 세뮈르
- 1800년 : 아롱디스망 신설- 본, 디종, 샤티용쉬르센, 세뮈르
- 1926년 : 샤티용쉬르센 아롱디스망 폐지, 세뮈랑오주아 준주도가 몽바르로 이전